# Nairi Zarian
Nairi Zarian, en arménien : Նաիրի Զարյան, né le 31 décembre 1900 à Kharakonis près de Van, alors dans l'Empire ottoman et mort le 12 juillet 1969 à Erevan, est un poète et écrivain arménien,.
Survivant du génocide arménien, il immigre en Arménie en 1915. Il est l'auteur de nombreux poèmes.